# Узбекистанская (станция метро)
«Узбекистанская» (узб. O’zbekiston) — станция Ташкентского метрополитена.
Открыта 8 декабря 1984 года в составе первого участка Узбекистанской линии: «Алишера Навои» — «Ташкент».
Расположена между станциями: «Алишера Навои» и «Космонавтов».

## История
Название станции посвящено непосредственно «Узбекистану».

## Характеристика
Станция односводчатая, мелкого заложения с двумя подземными вестибюлями.

## Оформление
На станции расположены светильники, которые изготовлены из стекла и металла в форме раскрывшейся коробочки хлопка (художник : В. Дудин).
На стенах в эмалированной керамике изображено течение воды (художник : Р. Мухамаджанов), а потолок украшен резьбой по ганчу (народный мастер : А. Султанов).
При отделке применены мрамор, гранит, керамика, ганч, металл, стекло и другие материалы.

## Галерея

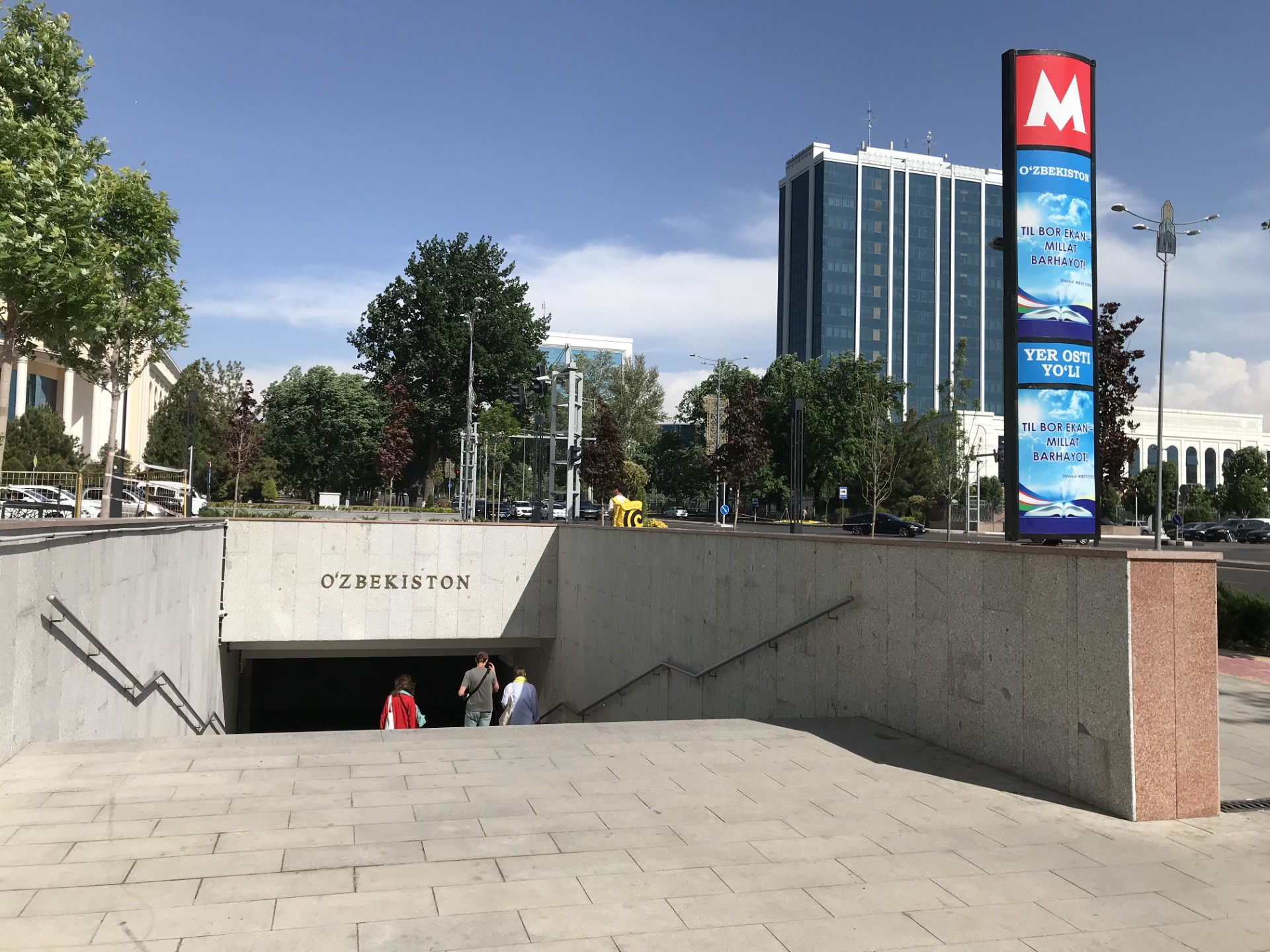
Спуск на станцию.